# Drawn & Quarterly
Drawn & Quarterly ( D+Q ) es una editorial con sede en Montreal, Quebec, Canadá, especializada en cómics . Publica principalmente cómics, novelas gráficas y colecciones de historietas . Los libros que publica destacan por su contenido artístico, así como por la calidad de la impresión y el diseño. El nombre de la empresa es un juego de palabras con "dibujado", "trimestral" y la práctica de ejecución de colgar, arrastrar y descuartizar, que en inglés suena parecido. Inicialmente se especializó en cómics underground y alternativos, pero desde entonces se ha expandido a reimpresiones clásicas y traducciones de obras extranjeras. Durante la década de los 90 Drawn & Quarterly fue la antología trimestral insignia de la compañía.
En la actualidad es la editorial de cómics más exitosa y destacada de todo Canadá, y publica artistas de cómics de renombre como Lynda Barry, Kate Beaton, Marc Bell, Chester Brown, Daniel Clowes, Michael DeForge, Guy Delisle, Julie Doucet, Mary Fleener, Joe Matt, Shigeru Mizuki, Rutu Modan, Joe Sacco, Seth, Yoshihiro Tatsumi, Adrian Tomine y Chris Ware. 
En 2006, Drawn & Quarterly comenzó a publicar las historietas Moomin de la escritora y artista finlandesa Tove Jansson, en formato de libro, en la serie Moomin: The Complete Tove Jansson Comic Strip . 
Drawn & Quarterly tiene una sólida reputación en la comunidad del cómic  y sus antologías han ganado varios premios Harvey . 

## Descripción general
Drawn & Quarterly se ha convertido en una de las editoriales de cómics alternativos más influyentes,  junto con Fantagraphics Books de Seattle, Washington. 
La editorial tiene reputación por la calidad de los libros que publica, tanto en términos de contenido, como de papel, encuadernación y diseño. El propietario de la editorial, Chris Oliveros, tiene una relación de no intervención con los artistas que publica.

## Historia
Drawn & Quarterly fue fundada en 1990 por el montrealense Chris Oliveros, en ese momento tenía 23 años. 
Para publicar su revista de cómics artísticos, Oliveros se inspiró en Raw de Art Spiegelman y Françoise Mouly.  Le pidió prestados 2.000 dólares a su padre  para el primer número de la revista antológica Drawn & Quarterly, y finalmente debutó en abril de 1990.  Estaba previsto que se publicara cuatro veces al año y contuviera cómics artísticos cortos, pero pronto, Oliveros, se dio cuenta de que había cómics artísticos que eran demasiado largos para incluirlos en su revista y comenzó a publicar cómics y novelas gráficas independientes,  empezando con el cómic de Julie Doucet , Dirty Plotte .  Seth, Joe Matt y Chester Brown,  caricaturistas que vivían en Toronto pronto se asociaron con el editor. A principios de la década de 2000, Brown tuvo un éxito de ventas sorpresa con Louis Riel .  En 2003, se publicó A Drawn & Quarterly Manifesto, que aconsejaba a los libreros cómo almacenar y vender novelas gráficas.
A medida que las novelas gráficas se hicieron más populares entre el público, Oliveros encontró la necesidad de tener un publicista. Le preguntó a Peggy Burns, que estaba haciendo ese trabajo en DC Comics, si conocía a alguien que pudiera ocupar el puesto, y la propia Burns se ofreció, mudándose de la ciudad de Nueva York a Montreal. Era la tercera empleada de la empresa y pronto firmó un acuerdo de distribución para la editorial con Farrar, Straus y Giroux, lo que amplió enormemente la exposición de la empresa, al tiempo que le dio un aire literario. Drawn & Quarterly redujo la cantidad de títulos serializados que publicó, centrándose en cómics en forma de libro, como colecciones y novelas gráficas. La empresa emplea actualmente a 25 personas. 
Al principio publicaba sobre todo artistas de Canadá y Estados Unidos, pero durante la década de 2000, la editorial amplió su catálogo con artistas europeos como Philippe Dupuy y Charles Berbérian, Lewis Trondheim y Guy Delisle, además de explorar el movimiento gekiga japonés. También comenzó a publicar las obras de Shigeru Mizuki, Susumu Katsumata, Yoshihiro Tatsumi, Oji Suzuki y Seiichi Hayashi por primera vez en inglés.
En 2015, la editorial produjo una colección titulada Drawn & Quarterly: veinticinco años de dibujos animados, cómics y novelas gráficas contemporáneas, que presenta trabajos descatalogados, recuerdos y ensayos de escritores conocidos como Margaret Atwood . El mismo año, Oliveros dejó el cargo de editor para centrarse en sus propios dibujos animados, con la intención de autoeditar la novela gráfica The Envelope Manufacturer. En su lugar, Burns asumió el cargo de editor y director creativo. Tom Devlin se convirtió en editor ejecutivo. 
En noviembre de 2023, los empleados de Drawn & Quarterly formaron un sindicato con la Fédération du Commerce en el marco de la Confédération des Syndicats Nationaux, con certificación del Tribunal Administrativo del Trabajo de Quebec. 

## Librería Drawn & Quarterly

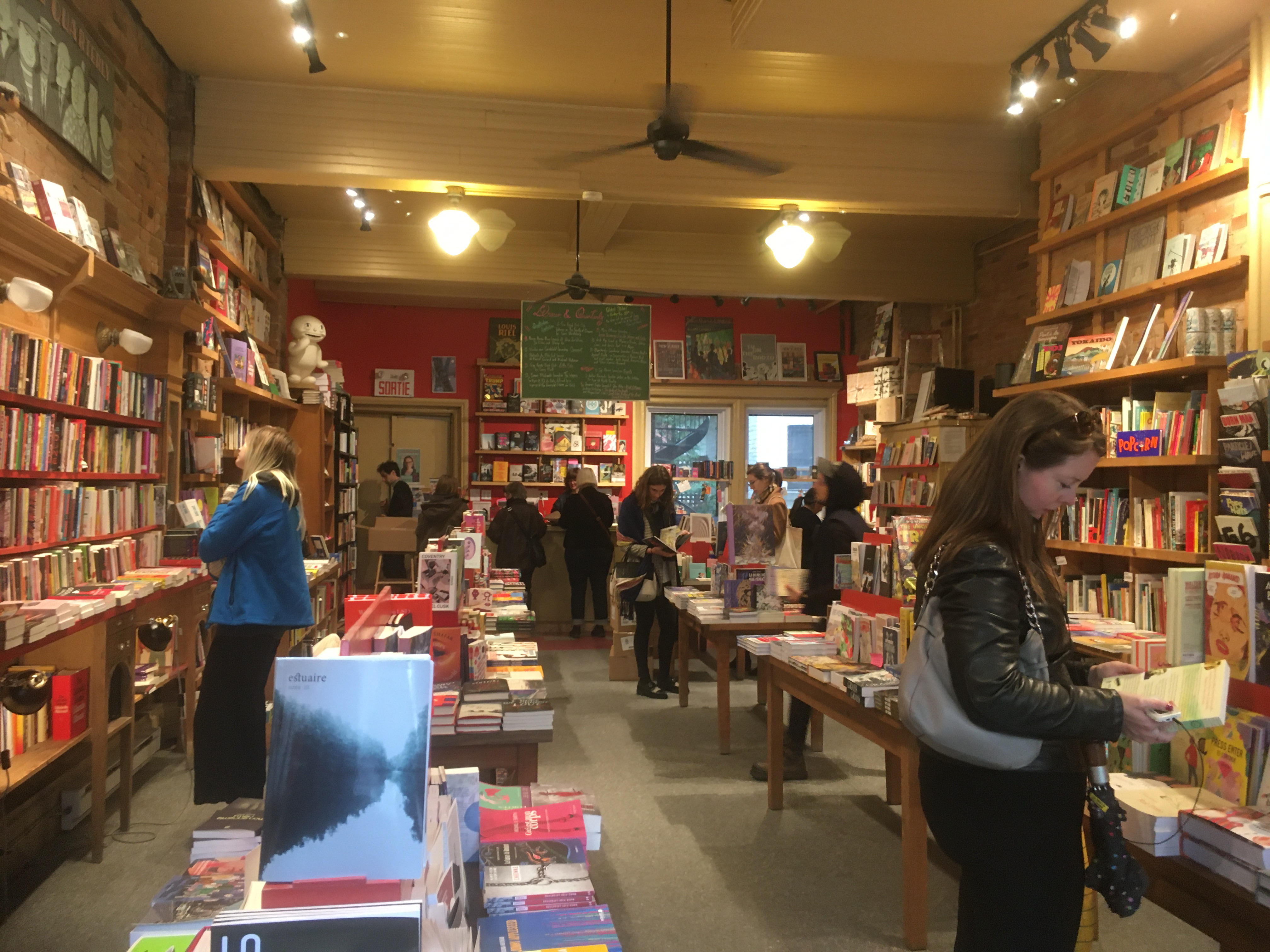
Librería Drawn & Quarterly, Mile End, Montreal

En 2007, Drawn & Quarterly abrió una librería en inglés en la calle  Bernard en Mile End, Montreal, vendiendo novelas gráficas, literatura en prosa, no ficción, poesía y libros de bellas artes. En 2017, la tienda se amplió y abrió La Petite Librairie Drawn & Quarterly, una librería infantil durante el día y un espacio para eventos durante la noche.

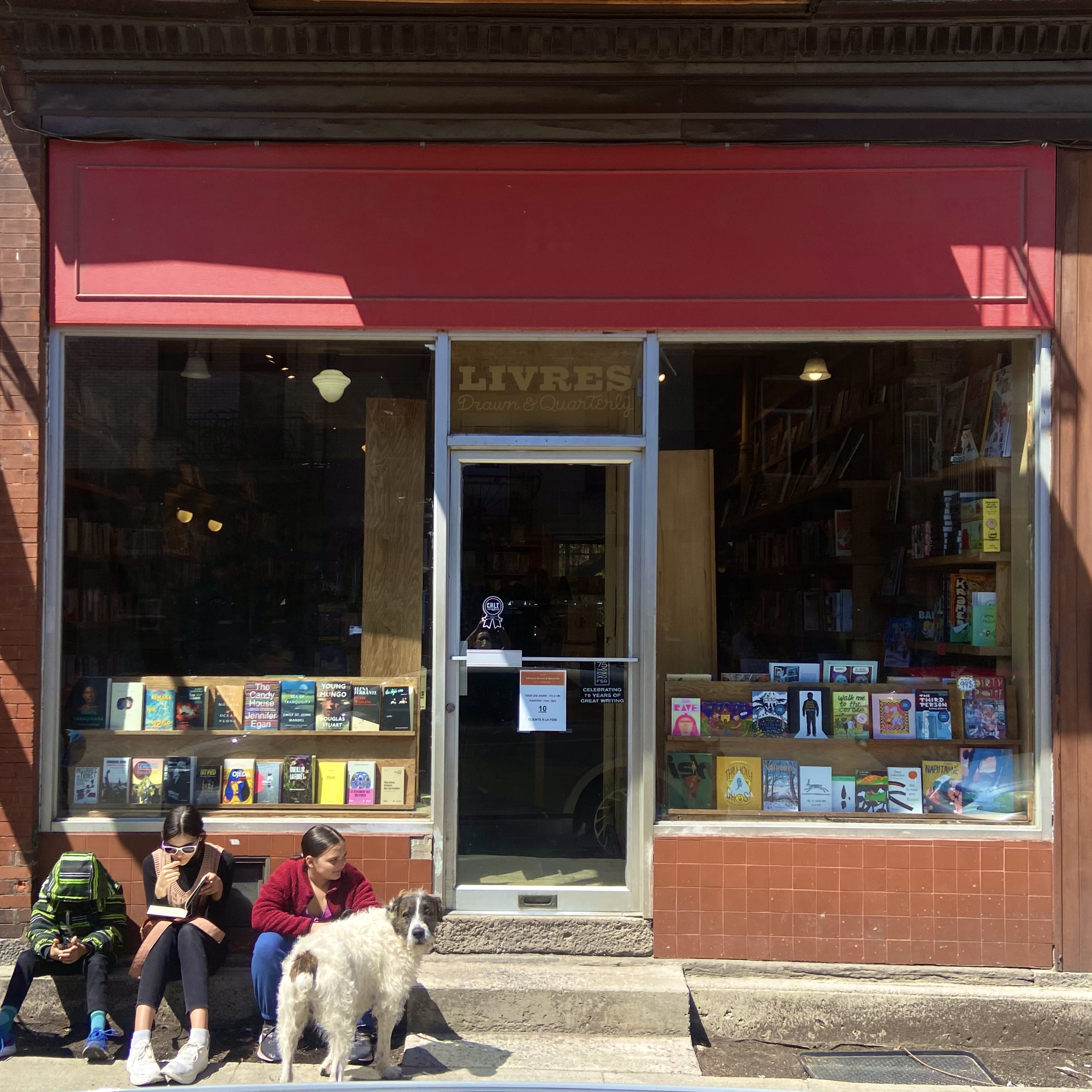
Exterior de Librairie Drawn and Quarterly, imagen tomada en la primavera de 2022

Con el paso de los años, se ha convertido en una de las tiendas líderes en Canadá y América del Norte. La tienda ha albergado eventos con sus propios dibujantes como Lynda Barry, Adrian Tomine, Chris Ware, Leanne Shapton, Seth, Chester Brown, así como novelistas como Margaret Atwood, Neil Gaiman, Junot Diaz, Paul Auster, Sheila Heti, Miranda July, David Byrne, Gloria Steinem, Roxane Gay, Carrie Brownstein, Alison Bechdel y muchos más. 

## Showcase
De 2003 a 2008, Drawn & Quarterly publicó Showcase, una revista antológica que ofrecía mayor visibilidad a autores menos conocidos. La revista presentó hasta tres autores en cada uno de sus cinco números.

## Petit Livre
En 2004, Drawn & Quarterly comenzó un sello de libros de arte que no son cómics llamado Petit Livre. La editorial también tiene un sello para niños llamado Enfant, con el que han publicado las obras Moomin de Tove Jansson y Pippi Calzaslargas, los cómics de Astrid Lindgren e Ingrid Vang Nyman, y libros infantiles contemporáneos de Elise Gravel, Leanne Shapton y Anouk Ricard.